# Збагачення корисних копалин

Дроблення корисних копалин, щокова дробарка.

Збага́чення ко́ри́сних копа́лин — сукупність процесів первинної обробки мінеральної сировини, що мають на меті відділення всіх цінних мінералів від порожньої породи, а також взаємне розділення цінних мінералів.

## Загальна інформація
Добута з надр Землі гірнича маса являє собою суміш грудок окремих мінералів, мінеральних комплексів, зростків мінералів і вмісних порід різних розмірів, форми зерен, які мають різні фізичні, фізико-хімічні і хімічні властивості. Ефективність використання корисної копалини залежить головним чином від вмісту в ній корисного компонента і наявності шкідливих домішок. Корисні копалини, що добуваються, тільки в тих випадках піддаються безпосередній переробці металургійними, хімічними та іншими методами, коли їхня якість відповідає вимогам, висунутим до даної сировини. Але такі корисні копалини в природі зустрічаються рідко. Вміст корисних компонентів у сировині, що добувається, може складати від часток відсотка (мідь, нікель, кобальт і ін.) до декількох відсотків (свинець, цинк і ін.) і декількох десятків відсотків (залізо, марганець, вугілля і ін.). Безпосередня переробка бідних за вмістом корисних копалин технічно і економічно недоцільна. Тому в більшості випадків корисні копалини піддаються спеціальній переробці з метою їхнього збагачення.
Збагачення корисних копалин являє сукупність процесів механічної переробки мінеральної сировини з метою вилучення цінних компонентів і видалення пустої породи і шкідливих домішок, що не являють практичної цінності в даних техніко-економічних умовах.
Попереднє збагачення корисних копалин дозволяє:
– збільшити промислові запаси сировини за рахунок використання родовищ бідних корисних копалин з низьким вмістом цінних компонентів;
– підвищити продуктивність праці на гірничих підприємствах і знизити вартість руди, що добувається, за рахунок механізації гірничих робіт і суцільної виїмки корисної копалини замість вибіркової;
– підвищити техніко-економічні показники металургійних і хімічних підприємств при переробці збагаченої сировини за рахунок зниження витрати палива, електроенергії, флюсів, хімічних реактивів, поліпшення якості готових продуктів і зниження втрат корисних компонентів з відходами;
– здійснити комплексне використання корисних копалин, тому що попереднє збагачення дозволяє вилучити з нього не тільки основні корисні компоненти, але і супутні, що містяться в малих кількостях;
– знизити витрати на транспортування до споживачів більш багатих продуктів, а не всього об'єму видобутої корисної копалини;
– виділити з мінеральної сировини шкідливі домішки, що при подальшій його переробці можуть погіршувати якість кінцевої продукції, забруднювати навколишнє середовище і загрожувати здоров'ю людей.
Первинна переробка корисних копалин здійснюється на збагачувальних фабриках, що являють собою потужні високомеханізовані підприємства зі складними технологічними процесами.
Діапазон використання людством корисних копалин надзвичайно широкий. Тому подальша їх переробка здійснюється на коксохімічних, металургійних (чорна і кольорова металургія), хімічних (нафтохімічних, агрохімічних тощо), енергогенераційних підприємствах, у будівельній, фаянсовій, ювелірній, а також харчовій та атомній промисловості. Крім того, корисні копалини застосовуються також при абразивній обробці матеріалів, у оптиці, як чутливі елементи датчиків, як сировина для нанооб'єктів тощо, що вимагає спеціальних методів їх переробки.
При збагаченні можливе отримання як кінцевих товарних продуктів (вапняк, азбест, графіт та інш.), так і концентратів (вугілля, руд), придатних для подальшої хімічної або металургійної переробки. Збагачення — найважливіша проміжна ланка між видобутком корисних копалин і їх використанням. В основі теорії збагачення лежить аналіз властивостей мінералів і їх взаємодій у процесах розділення — мінералургія.
Збагачення дає змогу істотно збільшити концентрацію цінних компонентів. Вміст важких кольорових металів міді, свинцю, цинку в рудах становить 0,3-2 %, а в їхніх концентратах — 20-70 %. Концентрація молібдену збільшується від 0,1-0,05 % до 47-50 %, вольфраму — від 0,1-0,2 % до 45-65 %, зольність вугілля знижується від 25-35 % до 2-15 %. В задачу збагачення входить також вилучення шкідливих домішок мінералів (арсен, сірка, кремній тощо). Вилучення цінних компонентів у концентрат у процесах збагачення становить від 60 до 95 %.
Операції обробки, яким піддають на фабриці гірничу масу, підрозділяють на: основні (власне збагачувальні); підготовчі і допоміжні.
- Всі наявні методи збагачення засновані на розходженні у фізичних або фізико-хімічних властивостях окремих компонентів корисної копалини. Існує ґравітаційне, магнітне, електростатичне, флотаційне, бактеріальне та ін.

## Історія збагачення корисних копалин
Збагачення корисних копалин спершу виникло як необхідний етап одержання кінцевого продукту, зокрема як елемент вервечки: «видобування — збагачення — витоплення металу (міді, золота, срібла, їх сплавів)». Тому у давніх описах гірничих технологій збагачення мінеральної сировини стоїть поряд з власне гірничими роботами і металургією, точніше в проміжку між цими процесами.
Описи окремих процесів, операцій, які ми сьогодні відносимо до галузі збагачення в добу античності ми зустрічаємо у давньогрецького історика Полібія (201—120 до н. е.) — автора «Загальної історії» («Історії») в 40 томах, у 37-томній «Природничій історії» римського історика Гая Плінія Секунда (23(24) — 79 рр. н. е.), у «Географії» давньогрецького географа та історика Страбона (64 до н. е. — 24 н. е.), творах давньоримського історика Аппіана (кінець 1 ст. — 70-і роки II ст.) та інших.

## Технологічний ефект збагачення
Збагачення корисних копалин уможливлює подальшу ефективну металургійну, хімічну та іншу їх переробку. Крім того, попереднє збагачення корисних копалин дає змогу:
- збільшити промислові запаси мінеральної сировини за рахунок використання родовищ бідних корисних копалин з низьким вмістом корисних компонентів;
- підвищити продуктивність праці на гірничих підприємствах і знизити вартість руди, що добувається, за рахунок механізації гірничих робіт і суцільної виїмки корисної копалини замість вибіркової;
- підвищити техніко-економічні показники металургійних і хімічних підприємств при переробці збагаченої сировини за рахунок зниження витрат палива, електроенергії, флюсів, хімічних реактивів, поліпшення якості готових продуктів і зниження втрат корисних компонентів з відходами;
- здійснити комплексне використання корисних копалин, тому що попереднє збагачення дає змогу вилучити з нього не тільки основні корисні компоненти, але і супутні, що містяться в малих кількостях;
- знизити витрати на транспортування до споживачів багатших продуктів, а не всього обсягу видобутої гірничої маси, що містить корисну копалину;
- виділити з мінеральної сировини шкідливі домішки, що при подальшій її переробці можуть погіршувати якість кінцевої продукції, забруднювати довкілля і загрожувати здоров'ю людей.

Переробка корисних копалин здійснюється на збагачувальних фабриках, що нині являють собою могутні високомеханізовані підприємства зі складними технологічними процесами.

## Класифікація процесів збагачення
Переробка корисних копалин на збагачувальних фабриках включає ряд послідовних операцій, у результаті яких досягається відділення корисних компонентів від домішок. За своїм призначенням процеси переробки корисних копалин розділяють на підготовчі, основні (збагачувальні) і допоміжні (заключні).

### Підготовчі процеси
Підготовчі процеси призначені для розкриття або відкриття зерен корисних компонентів (мінералів), що входять до складу корисної копалини, і поділу її на класи крупності, що задовольняють технологічні вимоги наступних процесів збагачення. До підготовчих відносять процеси дроблення, подрібнення, грохочення і класифікації.
Дроблення і подрібнення — технологічна операція та процес руйнування і зменшення розмірів грудок мінеральної сировини (корисної копалини) під дією зовнішніх механічних, теплових, електричних сил, направлених на подолання внутрішніх сил зчеплення, що зв'язують між собою частинки твердого тіла.
Дроблення і подрібнення за фізикою процесу не мають між собою принципових відмінностей. Умовно прийнято вважати, що при дробленні одержують продукти крупніші 5 мм, а при подрібненні — дрібніші 5 мм. Розмір максимальних зерен, до якого необхідно роздробити або подрібнити корисну копалину при її підготовці до збагачення, залежить від розміру включень основних компонентів, що входять до складу корисної копалини, і від технічних можливостей обладнання, на якому передбачена наступна переробка дробленого (подрібненого) продукту.
Розкриття зерен корисних компонентів — дроблення або (та) подрібнення зростків до повного вивільнення зерен корисного компонента та одержання механічної суміші зерен корисного компонента і пустої породи (міксту).
Відкриття зерен корисних компонентів — дроблення або (та) подрібнення зростків до вивільнення частини поверхні корисного компонента, що забезпечує доступ до нього реагенту.
Грохочення і класифікація застосовуються з метою розділення корисної копалини на продукти різної крупності — класи крупності.
Грохочення здійснюється розсіванням корисної копалини на решетах і ситах з каліброваними отворами на дрібний (підрешітний) продукт і крупний (надрешітний). Грохочення застосовується для розділення корисних копалин за крупністю на просівних (просіюючих) поверхнях, з розмірами отворів від часток міліметра до декількох сотень міліметрів.
Класифікація матеріалу за крупністю здійснюється у водному або повітряному середовищі і базується на використанні розбіжності у швидкостях осадження частинок різної крупності. Великі частинки осаджуються швидше і концентруються в нижній частині класифікатора, дрібні частинки осаджуються повільніше і виносяться з апарата водним або повітряним потоком. Одержувані при класифікації крупні продукти називаються пісками, а дрібні — зливом (при гідравлічній класифікації) або тонким продуктом (при пневмокласифікації). Класифікація застосовується для розділення дрібних і тонких продуктів по зерну розміром не більше 1 мм.

### Основні (збагачувальні) процеси
Основні (збагачувальні) процеси призначені для розділення вихідної мінеральної сировини з розкритими або відкритими зернами корисного компонента на відповідні продукти. У результаті основних процесів корисні компоненти виділяють у вигляді концентратів, а породні мінерали видаляють у вигляді відходів, які направляють у відвал. У процесах збагачення використовують відмінності мінералів корисного компонента і пустої породи у густині, магнітній сприйнятливості, змочуваності, електропровідності, крупності, формі зерен, хімічних властивостях і ін.
Відмінності в густині мінеральних зерен використовуються при збагаченні корисних копалин гравітаційним методом. Його широко застосовують при збагаченні вугілля, руд і нерудної сировини.
Магнітне збагачення корисних копалин ґрунтується на неоднаковому впливі магнітного поля на мінеральні частинки з різною магнітною сприйнятливістю і коерцитивною силою. Магнітним способом, використовуючи магнітні сепаратори, збагачують залізні, марганцеві, титанові, вольфрамові та інші руди. Крім того, виділяють залізисті домішки із графітових, талькових і інших корисних копалин, застосовують для регенерації магнетитових суспензій.
Відмінності в змочуваності компонентів водою використовується при збагаченні корисних копалин флотаційним методом. Особливістю флотаційного методу є можливість штучного регулювання змочуваності і розділення дуже тонких мінеральних зерен. Завдяки цим особливостям флотаційний метод є одним з найуніверсальніших, він застосовується для збагачення різноманітних тонковкраплених корисних копалин.
Розходження в змочуваності компонентів використовується також в ряді спеціальних процесів збагачення гідрофобних корисних копалин — масляній аґломерації, масляній ґрануляції, полімерній (латексній) і масляній флокуляції тощо.
Корисні копалини, компоненти яких мають відмінності щодо електропровідності або мають здатність під дією тих чи інших факторів здобувати різні за величиною і знаком електричні заряди, можуть збагачуватися методом електричної сепарації. До таких корисних копалин належать апатитові, вольфрамові, олов'яні й інші руди.
Збагачення по крупності використовується в тих випадках, коли корисні компоненти представлені більш крупними або, навпаки, дрібнішими зернами в порівнянні з зернами порожньої породи. У розсипах корисні компоненти перебувають у вигляді дрібних частинок, тому виділення крупних класів дає змогу позбутися значної частини породних домішок.
Розходження у формі зерен і коефіцієнті тертя дає змогу відокремити плоскі лускаті частинки слюди або волокнисті агрегати азбесту від частинок породи, що мають округлу форму. При русі по похилій площині плоскі і волокнисті частинки ковзають, а округлі зерна скочуються вниз. Коефіцієнт тертя кочення завжди менший від коефіцієнта тертя ковзання, тому плоскі і округлі частинки рухаються по похилій площині з різною швидкістю і за різними траєкторіями, що створює умови для їхнього розділення.
Розходження в оптичних властивостях компонентів використовуються при збагаченні корисних копалин методом фотометричної сепарації. Цим методом здійснюється механічна рудорозбірка зерен, що мають різний колір і блиск (наприклад, зерен алмазів від зерен порожньої породи).
Відмінності в адґезійних і сорбційних властивостях мінералів корисної компоненти і пустої породи лежить в основі адґезійного і сорбційного збагачення золота та адґезійного збагачення алмазів (методи належать до спеціальних).
Різні властивості компонент корисної копалини взаємодіяти з хімічними реагентами, бактеріями та (або) їх метаболітами обумовлює принцип дії хімічного та бактеріального вилуговування ряду корисних копалин (золото, мідь, нікель тощо).
Різна розчинність мінералів лежить в основі сучасних комплексних (суміщених) процесів типу «видобування-збагачення» (свердловинне розчинення солей з подальшим випарюванням розчину).
Застосування того чи іншого методу збагачення залежить від мінерального складу корисних копалин, фізичних та хімічних властивостей компонентів, які розділяють.

### Заключні операції
Заключні операції в схемах переробки корисних копалин призначені, як правило, для зниження їхньої вологості до кондиційної, а також для регенерації оборотних вод збагачувальної фабрики. Основні процеси — згущення пульпи, зневоднення і сушка продуктів збагачення.
Вибір методу зневоднення залежить від характеристики матеріалу, що зневоднюється (початкової вологості, ґранулометричного і мінералогічного складів) і вимог до кінцевої вологості. Часто необхідної кінцевої вологості важко досягти за одну стадію, тому на практиці для деяких продуктів збагачення використовують операції зневоднення різними методами в декілька стадій.
Для зневоднення продуктів збагачення використовують методи дренування (грохоти, елеватори), центрифугування (фільтрувальні, відсаджувальні і комбіновані центрифуги), згущення (згущувачі, гідроциклони), фільтрування (вакуум-фільтри, фільтр-преси) і термічного сушіння.
Крім технологічних процесів, для нормального функціювання збагачувальної фабрики повинні бути передбачені процеси виробничого обслуговування: внутрішньоцеховий транспорт корисної копалини і продуктів її переробки, постачання фабрики водою, електроенергією, теплом, технологічний контроль якості сировини і продуктів переробки.

## Основні методи збагачення корисних копалин
За видом середовища, в якому здійснюють збагачення, розрізняють збагачення:
- сухе (в повітрі та аеросуспензії),
- мокре (у воді, важких середовищах),
- в гравітаційному полі,
- у відцентровому полі,
- у магнітному полі,
- у електричному полі.

Гравітаційні методи збагачення ґрунтуються на розходженні в густині, крупності і швидкості прямування шматків породи у водяному або повітряному середовищі. При поділі у важких середовищах переважне значення має різниця в густині компонентів, що розділяються.
Для збагачення найдрібніших часток застосовують метод флотації, заснований на різниці в поверхневих властивостях компонентів що розділяється (виборчої змочуваності водою, прилипанні часток мінеральної сировини до бульбашок повітря).
До підготовчих операцій обробки відносять операції грохочення і подрібнення. Грохочення має на меті поділ матеріалу на різноманітні класи за крупністю шматків. Дроблення роблять із метою кращого підготування перед збагаченням, а також для одержання готової продукції заданого складу за крупністю.
До допоміжних операцій відносять знепилення, знешламлювання і зневоднення.

## Продукти збагачення корисних копалин
У результаті збагачення корисна копалина розділяється на кілька продуктів: концентрат (один або декілька) і відходи. Крім того, у процесі збагачення можуть бути отримані проміжні продукти.
Концентрати — продукти збагачення, у яких зосереджена основна кількість цінного компонента. Концентрати в порівнянні зі збагачуваним матеріалом характеризуються значно вищим вмістом корисних компонентів і нижчим вмістом пустої (порожньої) породи та шкідливих домішок.
Відходи — продукти збагачення, у яких зосереджена основна кількість порожньої породи, шкідливих домішок і невелика (залишкова) кількість корисних компонентів.
Одна з проблем при збагаченні корисних копалин — раціональне використання відходів, складування яких пов'язане зі значними матеріальними витратами. Відходи можуть бути використані у промисловості будівельних матеріалів і добрив, керамічній і скляній. Разом з цим вміст корисних компонентів у відходах повинен бути мінімально можливим, тому що втрати у відходах стають безповоротними після їх використання в інших галузях промисловості.
Проміжні продукти (промпродукти) — це механічна суміш зростків з розкритими зернами корисних компонентів і порожньої породи. Промпродукти характеризуються нижчим у порівнянні з концентратами і вищим у порівнянні з відходами вмістом корисних компонентів.
Якість корисних копалин і продуктів збагачення визначається вмістом цінного компонента, домішок, супутніх елементів, а також вологістю і крупністю.

## Ідеальне збагачення корисних копалин
Ідеальне збагачення корисних копалин (ідеальне розділення), (рос. обогащение полезных ископаемых идеальное (идеальное разделение), англ. ideal mineral processing (mineral preparation, beneficiation, cleaning, concentration, dressing, enrichment, preparation, separation, washing); нім. ideale Aufbereitung f der Bodenschätze pl) — процес розділення мінеральної суміші на компоненти, при якому повністю відсутнє засмічення кожного продукту сторонніми для нього частинками. Ефективність ідеального збагачення корисних копалин дорівнює 100 % за будь-яким критерієм.

## Часткове збагачення корисних копалин
Часткове збагачення корисних копалин,(рос. обогащение полезных ископаемых частичное, англ. partial beneficiation, нім. Teilaufbereitung f) — збагачення окремого класу крупності к.к., або виділення найлегше відокремлюваної частини засмічуючих домішок з вихідного продукту з метою підвищення концентрації в ньому корисного компонента. Застосовується, наприклад, для зниження зольності некласифікованого енергетичного вугілля шляхом виділення і збагачення крупного класу з подальшим змішуванням одержаного концентрату та дрібного незбагаченого відсіву.

## Втрати корисних копалин при збагаченні
Кількість придатного для використання корисного компонента, що втрачається з відходами збагачення внаслідок недосконалості процесу або порушення технологічного режиму. Встановлені допустимі норми взаємозасмічення продуктів збагачення для різних технологічних процесів, зокрема, збагачення вугілля. Допустимий відсоток втрат к.к. скидається з балансу продуктів збагачення для покриття розбіжностей при врахуванні маси вологи, виносу корисних копалин з димовими газами сушарок, механічних втрат тощо.

## Границя збагачення корисних копалин
Границя збагачення корисних копалин — найменший та найбільший розміри частинок руди, вугілля тощо, ефективно збагачуваних у збагачувальній машині.

## Глибина збагачення
Глибина збагачення — нижня границя крупності матеріалу, який підлягає збагаченню. При збагаченні вугілля застосовуються технологічні схеми з Г.з. 13; 6; 1; 0,5 та 0 мм. Відповідно виділяється незбагачений відсів крупністю 0-13 чи 0-6 мм, або шлам крупністю 0-1 чи 0-0,5 мм. Г.з. 0 мм означає, що всі класи крупності підлягають збагаченню.

## Міжнародні Конгреси зі збагачення корисних копалин
Див. докладніше Міжнародний конгрес зі збагачення корисних копалин, Міжнародний конгрес зі збагачення вугілля